# Padaasih (Cisarua)
Padaasih is een bestuurslaag in het regentschap West-Bandung van de provincie West-Java, Indonesië. Padaasih telt 10.012 inwoners (volkstelling 2010).